# Acantheinae
Acantheinae es una subfamilia de arañas araneomorfas de la familia Ctenidae. 

## Lista de géneros
- Acantheis Thorell, 1891
- Africactenus Hyatt, 1954
- Enoploctenus Simon, 1897
- Petaloctenus Jocqué & Steyn, 1997